# نيك فريدمان
نيك فريدمان (بالإنجليزية: Nick Friedman)‏ هو شخصية أعمال أمريكي، ولد في 1981.